# Ramón Meza y Suárez Inclán
Ramón Meza y Suárez Inclán (La Habana, 28 de enero de 1861- La Habana, 1911), fue un crítico literario, historiador, profesor y Doctor en Filosofía y Letras de la Universidad de La Habana, y también autor de muchas obras de ficción.

## Biografía
Cuando tenía 17 años, ingresó a la Universidad de La Habana, donde egresó en 1882 habiendo estudiado leyes.
Dos años más tarde se publicó su primera revisión literaria. Contribuyó muchas veces en los periódicos La lotería, la Revista de Cuba, y Cuba en América.
El 7 de julio de 1900, ingresó a la Subsecretaría de Justicia, sustituyendo a Alfredo Zayas y Alfonso.
Un mes después, el 17 de agosto de 1900, fue reasignado y reemplazó a Gastón Mora y Varona.
En 1900, escribió un artículo en la Universidad de La Habana titulado Don Quijote como tipo ideal, en el cual le rinde tributo a la obra maestra de Cervantes.

## Trabajos publicados
- Meza y Súarez Inclán, Ramón (1907). Homero: la Iliada y la Odisea. p. 51. Consultado el 2 de enero de 2011.
- Meza y Suárez Inclán, Ramón (1887). Carmela. Propaganda literature. p. 205. Consultado el 2 de enero de 2011.
- Meza y Suárez Inclán, Ramón (1889). D. Aniceto el tendero. Imprenta de L. Tasso. p. 186.
- Meza y Suárez Inclán, Ramón (1887). Mi tío el empleado. L. Tasso Serra.
- Meza y Suárez Inclán, Ramón (1993). Mi tío el empleado. Ediciones de Cultura Hispánica. pp. 405. ISBN 978-84-7232-680-4.
- Meza y Suárez Inclán, Ramón (1908). Eusebio Guiteras. Impr. Avisador commercial. p. 29. Consultado el 2 de enero de 2011.
- Meza y Suárez Inclán, Ramón (1891). Últimas páginas. Establecimiento tipográfico El Pilar, de Manuel de Armas. p. 184. Consultado el 2 de enero de 2011.
- Meza y Suárez Inclán (1908). Eusebio Guiteras. Impr. Avisador Comercial. pp. 29.
- Meza y Suárez Inclán, Ramón (1911). Los González del Valle: estudio biográfico. p. 76.
- Ramón Meza y Suárez Inclán (1891). Una sesión de hipnotismo: Comedia en dos actos. p. 61.
- Ramón Meza y Suárez Inclán (1894). Estudio histórico-crítico de La Iliada y La Odisea y su influencia en los demás géneros poéticos de Grecia. Impr. "La Universal". p. 112.
- Meza y Suárez Inclán, Ramón (2010). Estudio Historico Critico de la Iliada Y la Odisea Y Su Influencia en Los Demas Generos Poeticos de Grecia. Kessinger Publishing, LLC. p. 118.